# Essaouira (província)
A província de Essaouira é uma subdivisão da região de Marraquexe-Safim, situada na parte central de Marrocos, na encosta oeste do Grande Atlas. Tem 6 335 km² de área e em 2014 tinha 450 527 habitantes.

## Limites
Os limites da província são:
- Norte: Província de Safim.[3]
- Leste: Província de Chichaoua.[3]
- Sul: Província de Agadir.[3]
- Oeste: Oceano Atlântico.[3]

## História
A província foi formada em 1978 a partir da divisão da província de Safim. Até a reforma administrativa de 2015 a província pertenceu a extinta região de Marrakech-Tensift-Al Haouz.

## Geografia

### Hidrologia
A rede hidrográfica da província está reduzida a alguns wadis.

### Floresta
A província possui uma área florestal de 275.700 hectares e é coberto por árvores de argan, thuja, zimbro e outras espécies. 

## Demografia

### Crescimento demográfico
O crescimento demográfico da província foi a seguinte:
| Em         | 2004    | 2014    |
| ---------- | ------- | ------- |
| Habitantes | 452 979 | 450 527 |

### População urbana e rural
Em 2004 a província tinha 452 979 habitantes, dos quais 106 515 habitantes viviam em áreas urbanas e 344 012 em áreas rurais.

## Organização administrativa
Nas áreas urbanas a província divide-se em municípios. Nas áreas rurais a província divide-se em comunas. As comunas contiguas constituem círculos.

### Os municípios
As áreas urbanas da província constituem 5 municípios.
| Municípios  | Área     | Habitantes | Habitantes | Habitantes |
| Municípios  | (em km²) | em 2014    | em 2004    | em 1994    |
| ----------- | -------- | ---------- | ---------- | ---------- |
| Essaouira   | 130,5    | 77 966     | 69 493     | 56 074     |
| Tamanar     | 63,21    | 10 584     | 9 984      | 8 620      |
| El Hanchane | 10,91    | 4 965      | 4 698      | 3 898      |
| Talmest     | 19,93    | 4 328      | 4 133      | 3 406      |
| Ait Daoud   | 19,59    | 2 957      | 2 497      | 2 118      |

### Os círculos e as comunas
As áreas rurais da província constituem 52 comunas, agrupadas em 2 círculos.

#### Circulo deEssaouira
Circulo constituído por 26 comunas, tinha 198 373 habitantes em 2014.
| Comunas                 | Área     | Habitantes |
| Comunas                 | (em km²) | em 2014    |
| ----------------------- | -------- | ---------- |
| Ait Said                | 120      | 6 819      |
| Aquermoud               | 128      | 15 662     |
| Had Dra                 | 119      | 8 989      |
| Kechoula                | 103      | 6 083      |
| Korimate                | 142      | 9 897      |
| Lagdadra                | 89       | 6 825      |
| Lahsinate               | 116      | 5 315      |
| Mejji                   | 120      | 6 750      |
| Meskala                 | 79       | 4 330      |
| Mouarid                 | 88       | 6 161      |
| Moulay Bouzarqtoune     | 185      | 6 069      |
| Mzilate                 | 86       | 4 209      |
| M'Khalif                | 90       | 5 387      |
| M'Ramer                 | 122      | 7 587      |
| Oulad M'Rabet           | 79       | 3 996      |
| Ounagha                 | 217.5    | 12 461     |
| Sidi Abdeljalil         | 62       | 6 618      |
| Sidi Aissa Regragui     | 129      | 7 873      |
| Sidi Ali El Korati      | 119      | 6 546      |
| Sidi Boulaalam          | 60       | 8 142      |
| Sidi Ishaq              | 116      | 9 773      |
| Sidi Laaroussi          | 224      | 12 357     |
| Sidi M'Hamed Ou Marzouq | 182      | 5 341      |
| Tafetachte              | 75       | 7 293      |
| Takate                  | 130      | 10 968     |
| Zaouiat Ben Hmida       | 68       | 6 922      |

#### Circulo deTamanar
Circulo constituído por 26 comunas, tinha 151 354 habitantes em 2014.
| Comunas               | Área     | Habitantes |
| Comunas               | (em km²) | em 2014    |
| --------------------- | -------- | ---------- |
| Adaghas               | 95       | 2 825      |
| Aglif                 | 183      | 8 028      |
| Aguerd                | 85       | 5 378      |
| Ait Aissi Ihahane     | 155      | 4 143      |
| Assais                | 244      | 6 915      |
| Bizdad                | 70       | 7 959      |
| Bouzemmour            | 136      | 5 874      |
| Ezzaouite             | 85       | 6 341      |
| Ida Ou Aazza          | 94       | 7 923      |
| Ida Ou Guelloul       | 76       | 5 999      |
| Ida Ou Kazzou         | 192      | 5 182      |
| Imgrade               | 262      | 6 486      |
| Imi N'Tlit            | 70       | 8 057      |
| Sidi Ahmed Essayeh    | 107      | 6 198      |
| Sidi El Jazouli       | 152      | 6 462      |
| Sidi Ghaneme          | 86       | 4 718      |
| Sidi H'Mad Ou M'Barek | 100      | 5 482      |
| Sidi Hmad Ou Hamed    | 78       | 4 034      |
| Sidi Kaouki           | 84       | 4 625      |
| Smimou                | 70,1     | 8 026      |
| Tafedna               | 131      | 5 617      |
| Tahelouante           | 76       | 3 919      |
| Takoucht              | 115      | 4 312      |
| Targante              |          | 7 605      |
| Tidzi                 | 99       | 4 057      |
| Timizguida-Ouftas     | 86       | 5 189      |

##### Principais povoações nas comunas
- Ounagha localidade pertencente a comuna de Ounagha, tinha 1 234 habitantes em 2014[14].
- Tafetachte localidade pertencente a comuna de Tafetachtea, tinha 1 271 habitantes em 2014[14]

- Smimou localidade pertencente a comuna de Smimou, tinha 3 210 habitantes em 2014[14].

## Transportes

### Aéreo
A província é servida pelo aeroporto de Essaouira Mogador. 

### Marítimo
A província possui um porto de pesca localizado na cidade de Essaouira .